# New Holstein
New Holstein ist eine 1848 gegründete Kleinstadt mit 3301 Einwohnern im Calumet County im US-Bundesstaat Wisconsin. Die Bevölkerungsdichte liegt bei 547 Einwohnern pro km².

## Geographie
New Holstein liegt zwischen den Seen Lake Winnebago und Michigansee. Das Dorf liegt 102 Kilometer nördlich von Milwaukee und 420 Kilometer östlich von Minneapolis. Das Stadtgebiet hat eine Fläche von 6 km² ohne nennenswerte Wasserfläche. Nachbargemeinden sind Kiel und Chilton.

## Kultur
New Holstein unterhält eine Bibliothek mit ca. 36.800 Büchern sowie 1850 Audio- und 2500 Video-Dokumenten. Jährlich finden in New Holstein 29 Events statt.

## Parks
New Holstein besitzt 3 Parks. Der größte davon ist der Kiwianis Park mit einer Breite von 380 Metern und einer Länge von 480 Metern.
- Kiwianis Park
- Optimist Park
- Civic Park

## Schulen
- Holy Rosary Catholic School
- New Holstein High School
- Elementary School

## Kirchen
- Jubilee Assembly of God
- Holy Rosary Catholic Church
- Zion Lutheran Church
- Lutheran – ELCA Gloria Dei Lutheran Church
- St. John United Church of Christ
- Bethel United Methodist Church

## Verkehr
New Holstein liegt an der Wisconsin State 57 etwa 28 Kilometer westlich der Interstate 43. Mit dem New Holstein Municipal Airport besitzt New Holstein einen eigenen Flughafen. Die Landebahn ist 1097 Meter lang. Der Flughafen wird jährlich von 700.000 Personen genutzt.

## Demografische Daten
Das durchschnittliche Einkommen eines Haushalts liegt bei 43.180 USD, das durchschnittliche Einkommen einer Familie bei 48.173 USD. Männer haben ein durchschnittliches Einkommen von 35.932 USD gegenüber den Frauen mit durchschnittlich 23.750 USD. Das Pro-Kopf-Einkommen liegt bei 19.911 USD.
3 % der Einwohner und 1,2 % der Familien leben unterhalb der Armutsgrenze.
22,7 % der Einwohner sind unter 18 Jahre alt und auf 100 Frauen ab 18 Jahren und darüber kommen statistisch 88,7 Männer. Das Durchschnittsalter beträgt 41 Jahre (Stand: 2000).
Die meisten Einwohner sind deutscher Abstammung (73,6 %), gefolgt von Polen (8,0 %), Iren (7,0 %), Engländern (4,3 %), Franzosen (4,2 %) und Schweden (3,2 %).

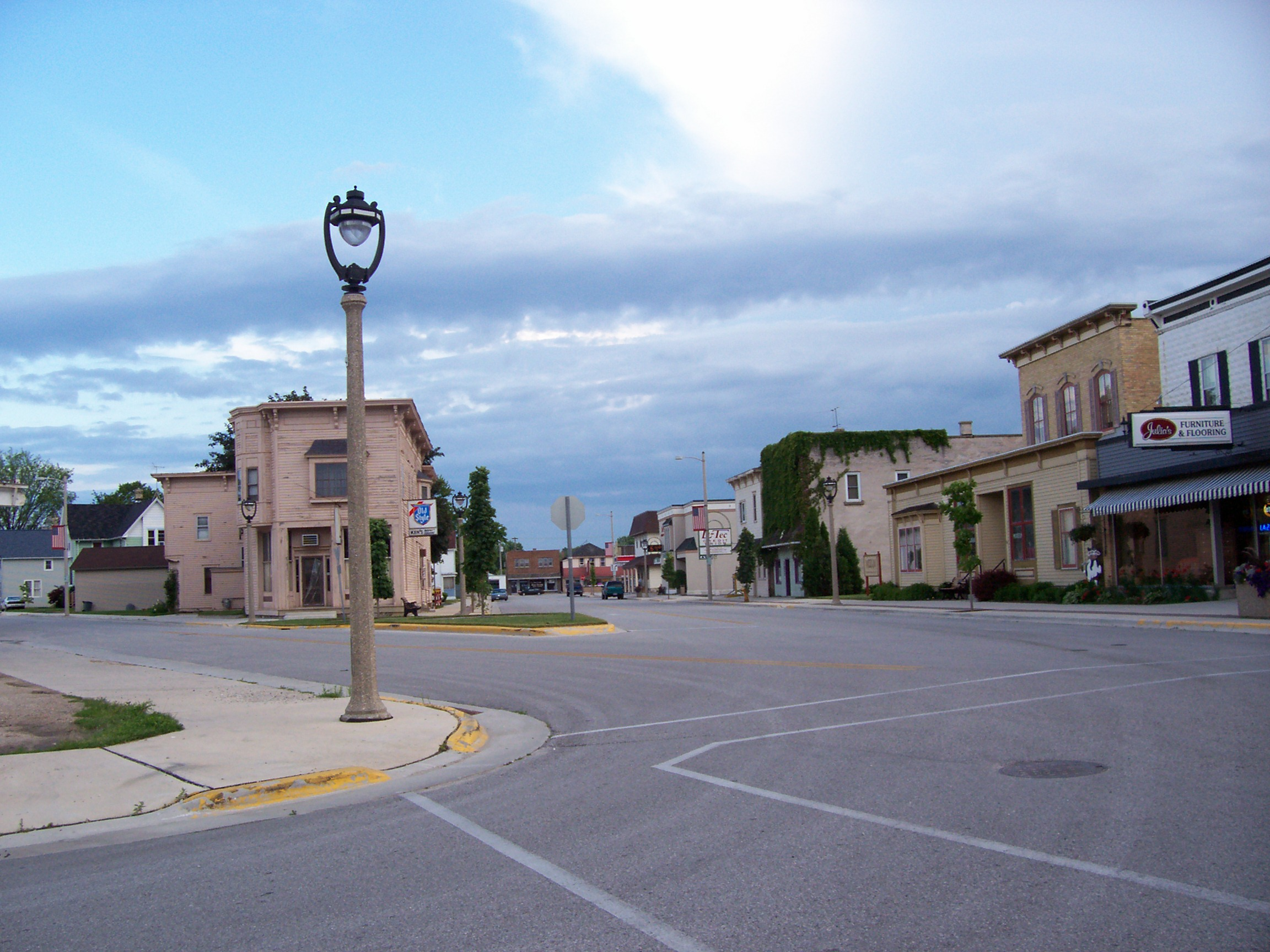
Downtown New Holstein
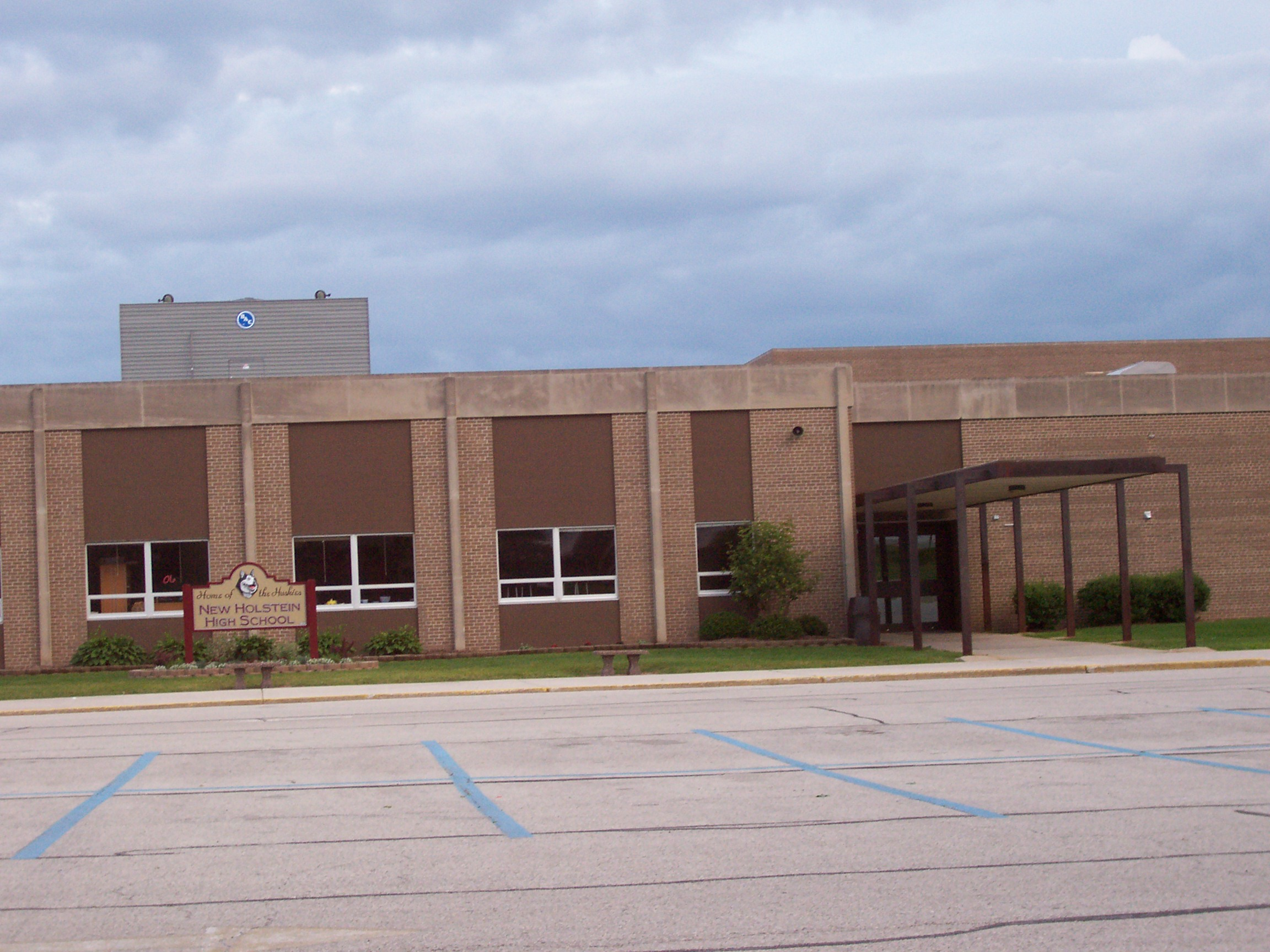
New Holstein High School
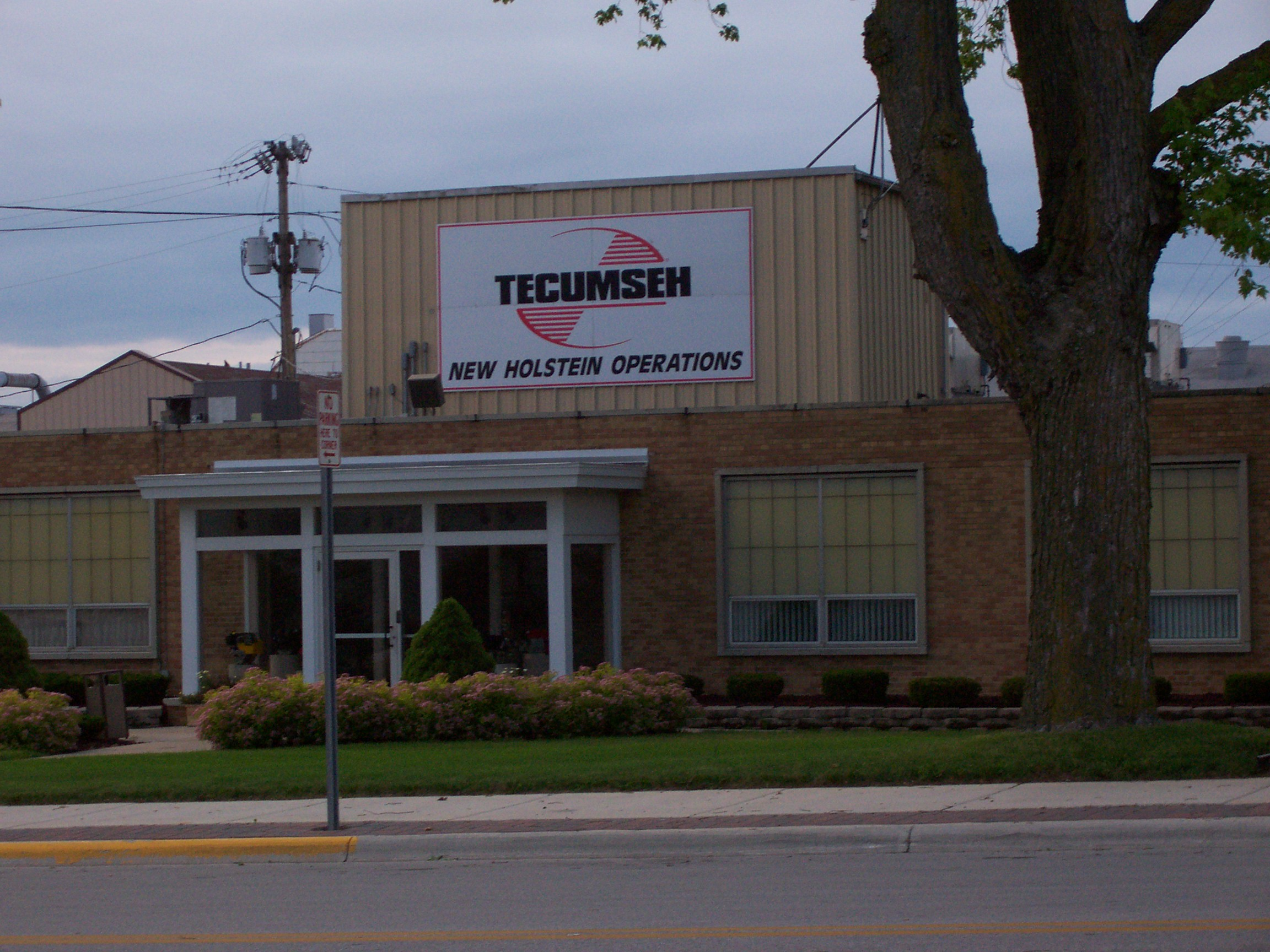
Tecumseh Products
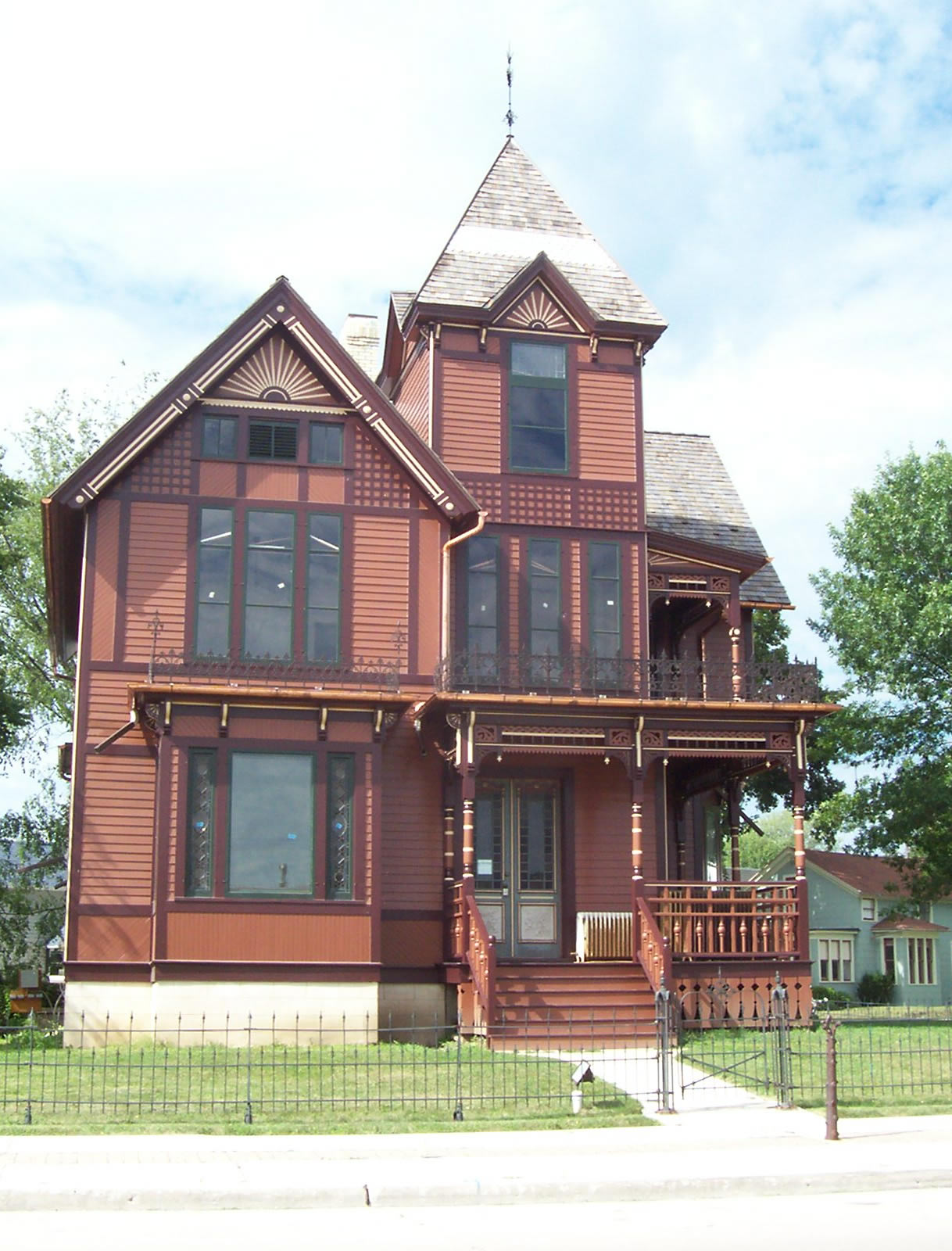
Herman C. Timm House

## Bekannte Bewohner
- Harry Steenbock (1886–1967), war ein Biochemiker, der auf einer Farm in der Nähe aufwuchs.
- Hildegarde (1906–2005), war eine Kabarett-Sängerin, die ihre Jugend in Neu Holstein verlebte.